# Gran Premio de Cataluña de Motociclismo de 2016
El Gran Premio de Cataluña de Motociclismo de 2016 fue la séptima prueba del Campeonato del Mundo de Motociclismo de 2016. Tuvo lugar en el fin de semana del 3 al 5 de junio de 2016 en el Circuit de Catalunya en Barcelona, España. La carrera de MotoGP fue ganada por Valentino Rossi, seguido de Marc Márquez y Dani Pedrosa. Johann Zarco fue el ganador de la prueba de Moto2, por delante de Álex Rins y Takaaki Nakagami. La carrera de Moto3 fue ganada por Jorge Navarro, Brad Binder fue segundo y Enea Bastianini tercero. Lamentablemente esta fecha sera siempre recordada por el fatal accidente de Luis Salom durante los entrenamientos del viernes dia 3 de junio.

## Resultados

### Resultados MotoGP
| Pos.            | N.º | Piloto           | Constructor | Vueltas | Tiempo      | Parrilla | Puntos |
| --------------- | --- | ---------------- | ----------- | ------- | ----------- | -------- | ------ |
| 1               | 46  | Valentino Rossi  | Yamaha      | 25      | 44:37.589   | 5        | 25     |
| 2               | 93  | Marc Márquez     | Honda       | 25      | +2.652      | 1        | 20     |
| 3               | 26  | Dani Pedrosa     | Honda       | 25      | +6.313      | 3        | 16     |
| 4               | 25  | Maverick Viñales | Suzuki      | 25      | +24.388     | 6        | 13     |
| 5               | 44  | Pol Espargaró    | Yamaha      | 25      | +29.546     | 12       | 11     |
| 6               | 35  | Cal Crutchlow    | Honda       | 25      | +36.244     | 7        | 10     |
| 7               | 4   | Andrea Dovizioso | Ducati      | 25      | +41.464     | 10       | 9      |
| 8               | 19  | Álvaro Bautista  | Aprilia     | 25      | +42.975     | 21       | 8      |
| 9               | 9   | Danilo Petrucci  | Ducati      | 25      | +45.337     | 9        | 7      |
| 10              | 43  | Jack Miller      | Honda       | 25      | +49.514     | 19       | 6      |
| 11              | 8   | Héctor Barberá   | Ducati      | 25      | +46.669     | 4        | 5      |
| 12              | 6   | Stefan Bradl     | Aprilia     | 25      | +55.133     | 18       | 4      |
| 13              | 50  | Eugene Laverty   | Ducati      | 25      | +57.974     | 17       | 3      |
| 14              | 53  | Esteve Rabat     | Honda       | 25      | +1:00.141   | 20       | 2      |
| 15              | 51  | Michele Pirro    | Ducati      | 25      | +1:00.429   | 15       | 1      |
| 16              | 45  | Scott Redding    | Ducati      | 25      | +1:16.269   | 11       |        |
| 17              | 68  | Yonny Hernández  | Ducati      | 24      | +1 vuelta   | 16       |        |
| Ret             | 41  | Aleix Espargaró  | Suzuki      | 18      | Electrónica | 13       |        |
| Ret             | 99  | Jorge Lorenzo    | Yamaha      | 16      | Choque      | 2        |        |
| Ret             | 29  | Andrea Iannone   | Ducati      | 16      | Choque      | 8        |        |
| Ret             | 38  | Bradley Smith    | Yamaha      | 6       | Motor       | 14       |        |
| Reporte Oficial |     |                  |             |         |             |          |        |

### Resultados Moto2
| Pos.            | N.º | Piloto              | Constructor | Vueltas | Tiempo                            | Parrilla | Puntos |
| --------------- | --- | ------------------- | ----------- | ------- | --------------------------------- | -------- | ------ |
| 1               | 5   | Johann Zarco        | Kalex       | 23      | 42:31.347                         | 1        | 25     |
| 2               | 40  | Álex Rins           | Kalex       | 23      | +4.180                            | 2        | 20     |
| 3               | 30  | Takaaki Nakagami    | Kalex       | 23      | +9.313                            | 4        | 16     |
| 4               | 55  | Hafizh Syahrin      | Kalex       | 23      | +10.777                           | 13       | 13     |
| 5               | 12  | Thomas Lüthi        | Kalex       | 23      | +10.961                           | 3        | 11     |
| 6               | 22  | Sam Lowes           | Kalex       | 23      | +13.000                           | 5        | 10     |
| 7               | 94  | Jonas Folger        | Kalex       | 23      | +17.046                           | 12       | 9      |
| 8               | 44  | Miguel Oliveira     | Kalex       | 23      | +20.637                           | 15       | 8      |
| 9               | 49  | Axel Pons           | Kalex       | 23      | +20.646                           | 6        | 7      |
| 10              | 23  | Marcel Schrötter    | Kalex       | 23      | +23.163                           | 9        | 6      |
| 11              | 21  | Franco Morbidelli   | Kalex       | 23      | +28.145                           | 18       | 5      |
| 12              | 54  | Mattia Pasini       | Kalex       | 23      | +28.348                           | 19       | 4      |
| 13              | 60  | Julián Simón        | Speed Up    | 23      | +34.482                           | 17       | 3      |
| 14              | 7   | Lorenzo Baldassarri | Kalex       | 23      | +37.567                           | 8        | 2      |
| 15              | 87  | Remy Gardner        | Kalex       | 23      | +42.998                           | 24       | 1      |
| 16              | 32  | Isaac Viñales       | Tech 3      | 23      | +44.632                           | 27       |        |
| 17              | 57  | Edgar Pons          | Kalex       | 23      | +48.536                           | 25       |        |
| 18              | 73  | Álex Márquez        | Kalex       | 23      | +51.046                           | 7        |        |
| 19              | 93  | Ramdan Rosli        | Kalex       | 23      | +1:22.466                         | 28       |        |
| 20              | 97  | Xavi Vierge         | Tech 3      | 23      | +1:25.462                         | 22       |        |
| 21              | 70  | Robin Mulhauser     | Kalex       | 22      | +1 vuelta                         | 26       |        |
| Ret             | 14  | Ratthapark Wilairot | Kalex       | 15      | Caída Damage                      | 23       |        |
| Ret             | 77  | Dominique Aegerter  | Kalex       | 14      | Engine                            | 14       |        |
| Ret             | 10  | Luca Marini         | Kalex       | 14      | Caída Damage                      | 20       |        |
| Ret             | 52  | Danny Kent          | Kalex       | 10      | Brakes                            | 21       |        |
| Ret             | 11  | Sandro Cortese      | Kalex       | 5       | Radiator Leak                     | 10       |        |
| Ret             | 24  | Simone Corsi        | Speed Up    | 2       | Caída                             | 11       |        |
| Ret             | 19  | Xavier Siméon       | Speed Up    | 1       | Caída                             | 16       |        |
| DNS             | 2   | Jesko Raffin        | Kalex       |         | Withdrew (Teammate's fatal crash) |          |        |
| DNS             | 39  | Luis Salom          | Kalex       |         | FP2 fatal crash (Europcar)        |          |        |
| Reporte Oficial |     |                     |             |         |                                   |          |        |

Luis Salom falleció el 3 de junio por el accidente fatal que recibió en la curva 12 en la sesión FP2 faltando unos minutos.
Primera muerte desde Marco Simoncelli en Sepang 2011.

### Resultados Moto3
| Pos.            | N.º | Piloto                 | Constructor | Vueltas | Tiempo       | Parrilla | Puntos |
| --------------- | --- | ---------------------- | ----------- | ------- | ------------ | -------- | ------ |
| 1               | 9   | Jorge Navarro          | Honda       | 22      | 42:18.228    | 3        | 25     |
| 2               | 41  | Brad Binder            | KTM         | 22      | +0.564       | 1        | 20     |
| 3               | 33  | Enea Bastianini        | Honda       | 22      | +0.817       | 5        | 16     |
| 4               | 5   | Romano Fenati          | KTM         | 22      | +0.925       | 10       | 13     |
| 5               | 8   | Nicolò Bulega          | KTM         | 22      | +1.531       | 4        | 11     |
| 6               | 44  | Arón Canet             | Honda       | 22      | +1.581       | 9        | 10     |
| 7               | 20  | Fabio Quartararo       | KTM         | 22      | +13.605      | 12       | 9      |
| 8               | 36  | Joan Mir               | KTM         | 22      | +13.672      | 17       | 8      |
| 9               | 4   | Fabio Di Giannantonio  | Honda       | 22      | +13.753      | 18       | 7      |
| 10              | 84  | Jakub Kornfeil         | Honda       | 22      | +14.814      | 15       | 6      |
| 11              | 64  | Bo Bendsneyder         | KTM         | 22      | +14.840      | 13       | 5      |
| 12              | 40  | Darryn Binder          | Mahindra    | 22      | +29.860      | 30       | 4      |
| 13              | 58  | Juan Francisco Guevara | KTM         | 22      | +32.006      | 21       | 3      |
| 14              | 24  | Tatsuki Suzuki         | Mahindra    | 22      | +33.305      | 24       | 2      |
| 15              | 17  | John McPhee            | Peugeot     | 22      | +33.766      | 26       | 1      |
| 16              | 11  | Livio Loi              | Honda       | 22      | +34.986      | 20       |        |
| 17              | 65  | Philipp Öttl           | KTM         | 22      | +36.384      | 28       |        |
| 18              | 16  | Andrea Migno           | KTM         | 22      | +41.731      | 14       |        |
| 19              | 55  | Andrea Locatelli       | KTM         | 22      | +42.985      | 23       |        |
| 20              | 23  | Niccolò Antonelli      | Honda       | 22      | +59.035      | 2        |        |
| 21              | 3   | Fabio Spiranelli       | Mahindra    | 22      | +1:29.713    | 35       |        |
| 22              | 77  | Lorenzo Petrarca       | Mahindra    | 22      | +1:30.640    | 34       |        |
| Ret             | 98  | Karel Hanika           | Mahindra    | 21      | Caída        | 31       |        |
| Ret             | 37  | Davide Pizzoli         | KTM         | 21      | Caída        | 29       |        |
| Ret             | 19  | Gabriel Rodrigo        | KTM         | 20      | Caída        | 19       |        |
| Ret             | 89  | Khairul Idham Pawi     | Honda       | 19      | Caída        | 6        |        |
| Ret             | 88  | Jorge Martín           | Mahindra    | 16      | Caída        | 22       |        |
| Ret             | 12  | Albert Arenas          | Mahindra    | 13      | Caída        | 16       |        |
| Ret             | 21  | Francesco Bagnaia      | Mahindra    | 5       | Caída        | 7        |        |
| Ret             | 7   | Adam Norrodin          | Honda       | 5       | Caída Damage | 25       |        |
| Ret             | 76  | Hiroki Ono             | Honda       | 3       | Caída        | 11       |        |
| Ret             | 95  | Jules Danilo           | Honda       | 3       | Caída        | 8        |        |
| Ret             | 6   | María Herrera          | KTM         | 2       | Caída        | 27       |        |
| Ret             | 43  | Stefano Valtulini      | Mahindra    | 2       | Caída Damage | 32       |        |
| Ret             | 10  | Alexis Masbou          | Peugeot     | 0       | Caída        | 33       |        |
| Reporte Oficial |     |                        |             |         |              |          |        |